# Casuarina potamophila
Casuarina potamophila là một loài thực vật có hoa trong họ Casuarinaceae. Loài này được Schltr. mô tả khoa học đầu tiên năm 1908.